# Gustaf Renvall
Gustaf Renvall, född 23 september 1781 i Halikko, död 22 januari 1841 i Björneborg, var en finländsk språkforskare. 
Renvall blev student vid Kungliga Akademien i Åbo 1801, prästvigd 1806 och filosofie magister 1810. År 1811 blev han docent i finska språket vid Kungliga Akademien i Åbo efter att som specimen ha utgivit andra delen av serien De orthoepia et orthographia linguæ fennicæ (Om finska språkets rätta uttal och rättskrivning). Senare (1815–17) utgav han en annan serie: De signis relationum nominalium in lingua fennica, som behandlade nominas böjning i samma språk. År 1813 utnämndes han till adjunkt i pedagogik. 
På föranstaltande av språkforskaren Rasmus Rask och på bekostnad av en rysk mecenat utarbetade Renvall och utgav 1823–26 sitt berömda verk Suomalainen sanakirja, Lexicon linguæ fennicæ, i vilken främst för språkforskare avsedda ordbok han angav ordens betydelse på latin och tyska, någon gång tilläggande även den svenska betydelsen. Denna ordbok var i mer än tre årtionden huvudkällan till de lärdas kännedom om finska språket. Senare (1840) utgav Renvall sin redan tidigare utarbetade Finsk språklära enligt den rena vestfinska dialecten. Ett bland Renvalls viktigaste arbeten är även den slutliga redaktionen av det första nya finska psalmboksförslaget. År 1819 blev han kyrkoherde i Uskela och 1829 i Ulvsby. Han fick efter sitt lexikons fullbordan professors titel (1827) och blev 1830 teologie hedersdoktor.